# Inabata & Co., Ltd.
 (décembre 2017).
Si vous disposez d'ouvrages ou d'articles de référence ou si vous connaissez des sites web de qualité traitant du thème abordé ici, merci de compléter l'article en donnant les références utiles à sa vérifiabilité et en les liant à la section « Notes et références ».
Inabata & Co., Ltd. (稲畑産業, Inabata Sangyō) est une société de négoce spécialisée; elle fait partie du groupe Sumitomo Chemical. Elle s'occupe principalement de composants électroniques, d'équipement de l'habitat, de produits chimiques et de matières plastiques.
Inabata & Co., basée à Osaka, est l'une des principales sociétés de négoce de la ville, avec Itochu, Sumikin Bussan Corporation, Nagase & Co., Ltd., Hanwa Co., Ltd., Iwatani Corporation, et Sankyo Seiko Co., Ltd..

## Histoire

### De 1890 à 1897
Inabata Katsutaro fonde un magasin de teinture, Inabata Senryoten, à Kyoto, en 1890, à son retour de Lyon, en France, où il avait été envoyé comme étudiant, par le Gouvernement de la Préfecture de Kyoto pour apprendre les techniques modernes de teinture. En 1893, Inabata Senryoten est renommé Inabata Shoten (Négoces Inabata). Un an plus tard, une branche s'ouvre à Tokyo, puis, en 1897, le siège social est transféré de Kyoto à Osaka. La même année, Inabata entre dans l'industrie de la teinture.

### De 1916 à 1926
Inabata importe des colorants, des technologies liées à la teinture et des machines à tisser, des produits chimiques industriels et des produits pharmaceutiques en provenance d'Europe. En 1916, le gouvernement Japonais met en place la Société Japonaise de Fabrication de Teintures, qui devient plus tard Sumitomo Chemical Co., Ltd.’s. Le gouvernement veut encourager la production nationale de colorants, comme la Première Guerre mondiale a affecté les flux de matériel pour l'industrie de la teinture au Japon. Katsutaro Inabata est le président de cette structure, en 1926. Plus tard, Inabata Shoten élargit son réseau de vente à l'étranger en exportant des matières colorantes  japonaises. Des bureaux sont établis à Bruxelles, Mukden, Tianjin, Shanghai, Batavia, Séoul, Quingdao, Hanoi, Dalian, Jinan et Yogyakarta.

### De 1943 à 1976
L'entreprise prend le nom Inabata Sangyo, en 1943, à un moment où les activités commerciales sont strictement réglementées en raison de la Seconde Guerre mondiale. La société s'élargit rapidement après la guerre, et participe à la croissance économique rapide du Japon. Inabata & Co., Ltd. figure dans la deuxième section des bourses d'Osaka et de Tokyo en 1961 et 1962, respectivement, et dans la première section en août 1973. Inabata Singapour est créé en 1976. Le réseau mondial comprend par la suite 50 emplacements à l'étranger.

### De 1976 à maintenant
Inabata devient un fournisseur important de produits pharmaceutiques et fusionne avec Sumitomo Pharmaceuticals en 1983.

## Logo
Le logo d'Inabata “IK” n'a pas changé depuis la création de la société: il s'agit des initiales du fondateur, Inabata Katsutaro (dans l'ordre japonais), ainsi que les homophones de “amour” (ai) et “respect” (kei) en Japonais.